# 上穆尔维尔
上穆尔维尔（法語：Mourvilles-Hautes，法語發音：[muʁvil ot]）是法国上加龙省的一个市镇，属于图卢兹区。

## 地理
上穆尔维尔（43°25'34"N, 1°49'0"E）面积6.59 平方千米，位于法国奧克西塔尼大區上加龙省，该省份为法国西南部内陆省份，西南端与西班牙接壤，自此顺时针与上比利牛斯省、热尔省、塔恩-加龙省、塔恩省、奥德省和阿列日省接壤。
与上穆尔维尔接壤的市镇（或旧市镇、城区）包括：莱卡塞、蒙莫尔、洛拉盖地区贝莱斯塔、瑞兹、吕镇、里约马茹。

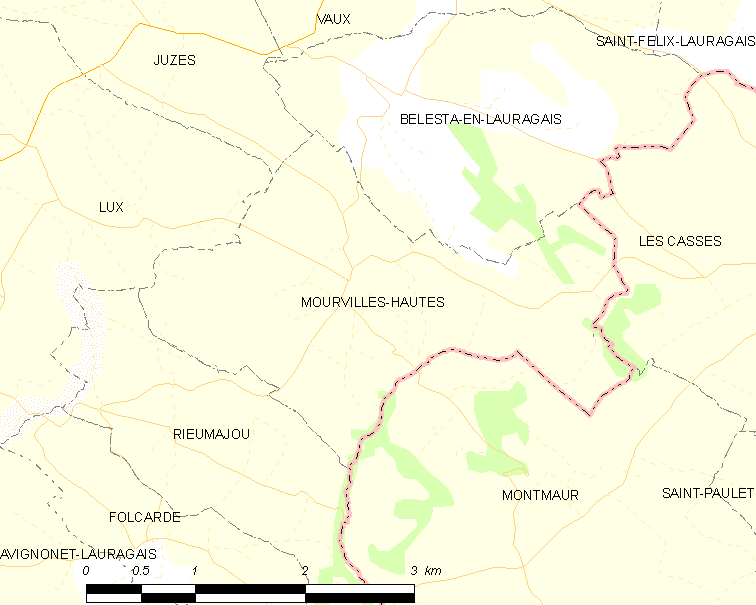
上穆尔维尔的OSM定位图

上穆尔维尔的时区为UTC+01:00、UTC+02:00（夏令时）。

## 行政
上穆尔维尔的邮政编码为31540，INSEE市镇编码为31393。

## 政治
上穆尔维尔所属的省级选区为勒韦勒县。

## 人口

1962-2008年间上穆尔维尔人口变化图示

上穆尔维尔于2022年1月1日时的人口数量为170人。